# Epitaf (poezie epigramatică)
Epitaful ca poezie epigramatică având ca pretext moartea (imaginară) a unei persoane este o parodie a epitafului funerar. Creatori de astfel de epitafuri au fost în literatura română George Topîrceanu, George Ranetti, Cincinat Pavelescu, Radu D. Rosetti, Alexandru O. Teodoreanu (Păstorel), Virgil Carianopol, Tudor Arghezi, Alexandru Clenciu etc.

## Epitafuri ale unor autori notabili
Epitafuri

Pe mormântul:

(Unui bețiv)

De săracie și necaz

Întâia oară doarme treaz.

(Unui soț iubit)

Ici doarme Niță Busuioc, 

Și nu mai sforăie deloc!

[.........................]

(Lui A. C. Cuza)

Hei, trecătorule, -napoi!

Să nu-i miroși a usturoi.''
George Topârceanu, Periodice
EPITAF 
(unui om politic)

Nu-l plângeți! Moartea îl răsfață

Și-n dar i-aduce nemurirea,

Nimbându-i fruntea cu mărirea

Pe care n-a avut-o-n viață!
Cincinat Pavelescu